# Aedes marshallensis
Aedes marshallensis är en tvåvingeart som beskrevs av Stone och Richard Mitchell Bohart 1944. Aedes marshallensis ingår i släktet Aedes och familjen stickmyggor. Inga underarter finns listade i Catalogue of Life.